# Partido judicial de Manresa
El Partido judicial de Manresa es uno de los 49 partidos judiciales en los que se divide la comunidad autónoma de Cataluña, siendo el partido judicial n.º 2 de la provincia de Barcelona.
El ámbito territorial, que viene regulado por el Real Decreto 529/1983, de 9 de marzo, comprende a las localidades de Aguilar de Segarra, Artés, Avinyó, Balsareny, Calders, Callús, Cardona, Castellbell y Vilar, Castellfullit del Boix, Castellgalí, Castellnou de Bages, Estany, Fonollosa, Gayá, Guardiola, Manresa, Marganell, Moyá, Monistrol de Calders, Monistrol de Montserrat, Mura, Navarclés, Navás, Rajadell, Rocafort y Vilumara, Sallent, Sampedor, San Felíu Saserra, San Fructuoso de Bages, San Juan de Torruella, San Mateo de Bages, San Vicente de Castellet, Santa María de Oló, Suria y Talamanca.
La cabeza de partido y por tanto sede de las instituciones judiciales es Manresa. Cuenta con ocho Juzgados de Primera Instancia e Instrucción, tres Juzgados de lo Penal , un Juzgado de lo Social y un Juzgado de Violencia sobre la Mujer.